# Mistrzostwa Europy w Lekkoatletyce 2016 – bieg na 10 000 m mężczyzn
Bieg na 10 000 metrów mężczyzn – jedna z konkurencji biegowych rozgrywanych podczas lekkoatletycznych mistrzostw Europy na Stadionie Olimpijskim w Amsterdamie.

## Terminarz
| Data    | Godzina |       |
| ------- | ------- | ----- |
| 8 lipca | 20:45   | Finał |

## Rekordy
|                                        | Zawodnik        | Wynik    | Miejsce  | Data                  |
| -------------------------------------- | --------------- | -------- | -------- | --------------------- |
| Rekord świata                          | Kenenisa Bekele | 26:17,53 | Bruksela | 26 sierpnia 2005(dts) |
| Rekord Europy                          | Mo Farah        | 26:46,57 | Eugene   | 3 czerwca 2011(dts)   |
| Rekord mistrzostw Europy               | Martti Vainio   | 27:30,99 | Praga    | 29 sierpnia 1978(dts) |
| Najlepszy wynik na świecie w 2016 roku | Mo Farah        | 26:53,71 | Eugene   | 27 maja 2016(dts)     |
| Najlepszy wynik w Europie w 2016 roku  | Mo Farah        | 26:53,71 | Eugene   | 27 maja 2016(dts)     |

## Rezultaty

### Finał
Źródło: .
| Poz. | Zawodnik            | Reprezentacja   | Czas     | Uwagi |
| ---- | ------------------- | --------------- | -------- | ----- |
| 01 ! | Polat Kemboi Arıkan | Turcja          | 28:18,52 |       |
| 02 ! | Ali Kaya            | Turcja          | 28:21,42 | SB    |
| 03 ! | Antonio Abadía      | Hiszpania       | 28:26,07 |       |
| 4.   | Dmytro Lashyn       | Ukraina         | 28:27,90 | PB    |
| 5.   | Dewi Griffiths      | Wielka Brytania | 28:28,55 | PB    |
| 6.   | Juan Antonio Pérez  | Hiszpania       | 28:37,42 |       |
| 7.   | Daniel Mateo        | Hiszpania       | 28:43,03 | PB    |
| 8.   | Soufiane Bouchikhi  | Belgia          | 29:03,74 |       |
| 9.   | Ahmed El Mazoury    | Włochy          | 29:29,36 |       |
| -    | Aimeru Alemya       | Izrael          | DNF      |       |
| -    | Girmaw Amare        | Izrael          | DQ       |       |
| -    | Andy Vernon         | Wielka Brytania | DNS      |       |